# アウグステ・カロリーネ・フォン・ブラウンシュヴァイク＝ヴォルフェンビュッテル
アウグステ・カロリーネ・フォン・ブラウンシュヴァイク＝ヴォルフェンビュッテル（Auguste Karoline von Braunschweig-Wolfenbüttel, 1764年12月3日 - 1788年9月27日）は、ヴュルテンベルク公子フリードリヒ、後のヴュルテンベルク王フリードリヒ1世の最初の妃。

## 生涯
ブラウンシュヴァイク公カール・ヴィルヘルム・フェルディナントとイギリス王女オーガスタの長女（第1子）として、ブラウンシュヴァイクで生まれた。全名はアウグステ・カロリーネ・フリーデリケ・ルイーゼ（Auguste Karoline Friederike Luise）。イギリス王妃となったキャロライン・オブ・ブランズウィックは妹である。
1780年、ヴュルテンベルク公フリードリヒ2世オイゲンの嫡子フリードリヒ・ヴィルヘルムと結婚、のちのヴュルテンベルク王ヴィルヘルム1世を始めとして4子をもうけた。
結婚後すぐにフリードリヒは妻に対して暴力をふるうようになり、1786年12月に夫妻でロシア訪問の際、アウグステは女帝エカチェリーナ2世の私室へ避難したほどだった。エカチェリーナは、フリードリヒがロシア宮廷から去るよう求める手紙を書くよう指示した。これに、皇太子妃マリア・フョードロヴナ（フリードリヒの妹）が兄を援護し抗議した。エカチェリーナは『ヴュルテンベルク公子の不名誉を隠すのは私ではない』という素っ気ない返事を書いた。
アウグステの父は娘にまったく同情せず、娘の離婚の申し立てを拒絶した。この返答の為、エカチェリーナは帝国領であるローデ（現在のタリン近郊）にアウグステの住まいを提供してやった。アウグステはローデの城で、23歳の若さで死んだ。

## 子女
- ヴィルヘルム・フリードリヒ・カール（1781年 - 1864年）- ヴュルテンベルク王ヴィルヘルム1世
- フリーデリケ・カタリーナ・ゾフィー・ドロテア（1783年 - 1835年） - ヴェストファーレン王ジェローム・ボナパルト妃
- アウグスタ・ゾフィア・ドロテア・マリア（1783年 - 1784年）
- パウル・フリードリヒ・カール・アウグスト（1785年 - 1852年）